# Croton curiosus
Espèce
Classification APG III (2009)
Croton curiosus est une espèce de plantes à fleurs du genre Croton et de la famille des Euphorbiaceae, présente en Argentine (Tucuman, Salta).